# Использование человеческих ресурсов
Использование человеческих ресурсов — составляющая часть практики управления персоналом.
Человеческие ресурсы = количество людей (людские ресурсы) + человеческий потенциал (компетенции, опыт, интеллект, способность к постоянному совершенствованию и развитию).
Использование (управление, эксплуатация) человеческих ресурсов может происходить при различных условиях: 
- от создания сетевых сообществ (проектных групп);
- до поддержки и совершенствования процедур (функций) внутри организации.

Задача руководства компании или проекта при использовании человеческих ресурсов заключается в следующем:
- выявление скрытых человеческих ресурсов в организации;
- правильная расстановка и перестановка кадров в соответствии с задачами.

Для этого в организации создаются базы данных навыков штатных и внештатных работников. Эти данные используются для распределения и оптимизации использования человеческих ресурсов в проектах.

## Человеческие ресурсы как фактор экономической эффективности предприятия
Важные изменения в экономике развитых западных стран, связанные с переходом к постиндустриальному обществу, стали особенно ярко проявляться в последнюю четверть XX века.
Современное состояние внешней среды предприятия можно охарактеризовать как гиперконкуренцию, приобретающую мировые масштабы. Это требует от предприятия гибкости: возможности быстро переключаться с одного товара или процесса на другой, и в короткие сроки уменьшать или увеличивать выпуск продукции. Меняется сама концепция фирмы. Если традиционно её основной функцией считалось производство товаров, то теперь – производство знаний, ноу-хау, разработка новых технологий. Фирмы стремятся к максимальному использованию всего спектра способностей своих работников.
Инновационная деятельность больше не является прерогативой отдельных людей или специального подразделения. Она охватывает все уровни и отделы предприятия. В результате меняется представление об уже устоявшихся научных категориях. В индустриальном обществе под капиталом как «самовозрастающей стоимостью» преимущественно понимались финансовые средства, которые инвестируются в производство и в результате приносят дополнительный доход. Сегодня все чаще говорят о «человеческом капитале», работник сегодня – не простой исполнитель, а стратегический ресурс компании, основа её конкурентоспособности.
Основные изменения в организации труда на современном предприятии продиктованы необходимостью учитывать как внешние, так и внутренние аспекты деятельности, не только приоритеты потребителей, но и потребности и достоинства работников. Само предприятие уже не может с лёгкостью заменять одного работника другим, ибо именно индивидуальные способности составляющих его личностей служат залогом выживания предприятия и успеха на рынке. Результат этого – возрастающая зависимость компании от её персонала. Неслучайно в последние годы возникла новая сфера деловых услуг – «охота за головами» (headhunting), связанная с переманиванием топ-менеджеров и высококлассных специалистов в компанию заказчика.
Высококвалифицированный специалист стремится сотрудничать с компанией, продавая владельцам компании не столько свою способность к труду, сколько конкретные результаты интеллектуальной деятельности.
Сегодня наряду с традиционным термином «экономическая эффективность» все чаще используют и понятие «социальная эффективность». Экономическая эффективность означает реализацию персоналом целей организации (производительность труда, рентабельность, высокая гибкость и адаптивность к непрерывно меняющейся среде и тому подобное) за счёт экономичного использования ограниченных ресурсов. Социальная эффективность проявляется в степени достижения индивидуальных целей работников и характеризует удовлетворение ожиданий, желаний, потребностей и интересов сотрудников (оплата и содержание труда, возможность личностной самореализации, удовлетворенность общением в коллективе и тому подобное).